# James L. Alcorn
Pour les articles homonymes, voir Alcorn.
James Lusk Alcorn (4 novembre 1816 - 19 décembre 1894) est un important homme politique du Mississippi au XIXe siècle. Il a été un des chefs de Républicains du Sud au cours de la Reconstruction, servant comme gouverneur puis sénateur du Mississippi. Républicain modéré, il a durement affronté le républicain radical Adelbert Ames, un « carpetbagger » qui l'a vaincu pour les élections de 1873 au poste de gouverneur. Au début de la Guerre de Sécession, il avait brièvement servi comme brigadier général dans les troupes confédérées. Il fut le militaire sudiste de plus haut rang à rejoindre le Parti républicain après la guerre, après le général James Longstreet.

## Biographie

### Jeunesse et début de carrière
James L. Alcorn est né dans l'Illinois près de Golconda, dans une famille irlando-écossaise. Il a étudié à Cumberland College (en) dans le Kentucky. Il a été assistant du shériff du Comté de Livingston de 1839 à 1844. Il a été membre de la Chambre des représentants du Kentucky en 1843, avant de partir pour le Mississippi. En 1844, il a ouvert dans cet État un cabinet juridique dans le Comté de Coahoma. Son cabinet a prospéré et il est devenu propriétaire dans le delta du Mississippi, devenant progressivement riche. En 1860, il possédait presque une centaine d'esclaves et des terres évaluées à 250 000 dollars. Il était aussi un des chefs du Parti whig local. Il a servi à la Chambre des représentants du Mississippi et au Sénat du Mississippi dans les années 1840 et 1850. En 1856, il s'est présenté à l'élection au Congrès, mais sans succès.
Délégué à la convention du Mississippi de 1851, convoquée par le gouverneur démocrate John A. Quitman pour préparer la sécession, Alcorn a contribué à défaire ce mouvement. Comme beaucoup de planteurs whigs, il s'est d'abord opposé à la sécession, demandant aux extrémistes de réfléchir un moment à la réalité du pouvoir dans la région. Il annonçait un tableau horrible d'un Sud vaincu, « où le soldat du nord foulerait les champs de coton, où l'esclave serait libéré et le fier Sudiste jeté dans la poussière en sa présence ».

Il est élu délégué à la convention de 1861 qui adopte l'ordonnance de sécession. Bien qu'au début de la convention il cherche à éviter la sécession, il sa rallie aux voix la réclamant lorsqu'il s'aperçoit de la situation est sans issue. Il déclare : 

« j'ai pensé qu'une voie différente … aurait pu être empruntée, et à cette fin j'ai travaillé et parlé. Mais les dés en sont jetés - le Rubicon est franchi - et je m'engage dans cette armée qui marche sur Rome. »

### Guerre de Sécession
Au déclenchement de la Guerre de Sécession, Alcorn a pris parti pour la Confédération et a été nommé brigadier général. Il est resté sans éclat sous l'uniforme environ un an et demi, principalement affecté au recrutement et à des postes en garnison. Il n'apprécie pas la vie militaire. Il a été fait prisonnier dans l'Arkansas en 1862, a été libéré sur parole vers la fin de l'année et est revenu dans sa plantation. En 1863, il a été élu à l'assemblée du Mississippi. Il critique abondamment Jefferson Davis pour se conduite des affaires civiles et militaires.
La guerre lui a coûté ses deux fils, James Alcorn Jr. et Henry Alcorn. J. L. Alcorn Jr. s'est suicidé en 1879 après en être revenu partiellement sourd et alcoolique (il souffrait probablement de ce qu'on appelle aujourd'hui un trouble de stress post-traumatique). Le monument funéraire du cimetière de famille dans la plantation attribue sa mort à la « folle guerre de rébellion » (certainement les mots d'Alcorn). On avait fait une statue de celui-ci, qui a été mise après sa mort sur sa tombe. Henry "Hal" Alcorn, pour sa part, s'était engagé contre la volonté de son père : il est tombé malade, a été laissé en arrière et fait prisonnier. Il a réussi à atteindre Richmond après la capitulation et des amis de la famille ont essayé de l'aider à revenir chez lui, mais il est mort de la typhoïde sur le chemin du retour.
Alcorn a réussi à préserver sa fortune durant la guerre en vendant du coton aux Nordistes. Il utilise ses dollars confédérés pour acquérir plus de terres et conserve son or. Après la guerre, il était considéré comme une des cinquante personnes les plus riches du nouveau Sud.

### Après la guerre
Il a été élu au Sénat en 1865, mais, comme les autres Sudistes, n'a pas été autorisé à occuper son siège alors que le Congrès considérait les questions de Reconstruction. Il a soutenu le droit de vote pour les affranchis et le Quatorzième amendement. Alcorn est devenu le chef des Scalawags, qui constituaient environ un quart des responsables républicains du Mississippi, en coalition avec les carpetbaggers, les Afro-américains libérés avant le début de la guerre civile et ceux qui l'avaient été après. La population du Mississippi était principalement afro-américaine, la très grande majorité de ceux-ci ayant été libérés en 1865. Ils ne souhaitaient pas voter pour le Parti démocrate, qui ne les aurait de toute façon pas accueillis et qui avait conduit les élections de 1868 par l'intimidation et la violence pour empêcher les noirs de voter. La grande majorité des votes pour les candidats républicains provenait donc des noirs, alors qu'ils étaient pratiquement tous blancs. Bien qu'il crût à la supériorité des blancs, Alcorn défendait les droits civils et politiques des afro-américains. Dans une lettre à son épouse Amelia, il déclare que les blancs du Sud doivent faire des afro-américains leurs amis, ou que la voie vers le futur sera « rouge de sang et gorgée de larmes,. »
En 1869, James Alcorn a été élu Gouverneur du Mississippi, poste qu'il a occupé en 1870 et 1871. Modernisateur, il a nommé beaucoup d'anciens whigs aux idées comparables, dont certains étaient maintenant démocrates. Il a fortement soutenu l'éducation, notamment les écoles publiques pour tous, ainsi que la création d'un nouveau college réservé aux noirs, aujourd'hui connu sous le nom d'Université d'État Alcorn. Il a manœuvré pour mettre à sa tête son allié politique Hiram Rhodes Revels. Irrités par son clientélisme, de nombreux Républicains se sont opposés à lui. Ils étaient également soucieux des limites de son attention aux intérêts des noirs. Son hostilité à une loi pour les droits civiques était bien connue, de même que sa réticence à nommer des noirs à des postes locaux quand un candidat blanc était disponible. On se plaignait que la politique d'Alcorn était de voir « la vieille civilisation du Sud modernized », plutôt que de mener une révolution politique, sociale et économique totale.
Alcorn a démissionné de son poste de gouverneur pour entrer au Sénat (1871–1877) à la place de son allié Hiram Revels, le premier sénateur afro-américain. Sénateur, Alcorn a milité pour mettre fin aux interdictions politiques pesant encore sur les Sudistes blancs et a rejeté les propositions de Républicains pour mettre fin à la ségrégation dans les hôtels, les restaurants et les chemins de fer par une législation fédérale ; il a dénoncé la taxe fédérale sur le coton comme un vol et défendu des écoles séparées pour les races au Mississippi. Bien qu'ancien propriétaire d'esclaves, il a qualifié l'esclavage de « cancer du corps de la Nation » et exprimé le soulagement que lui et beaucoup d'autres Sudistes avaient éprouvé à sa destruction.
L'inimitié entre Alcorn et le sénateur Adelbert Ames, son collègue natif du nord, s'est accrue en 1871, à mesure que les afro-américains se sont convaincus que l'ancien gouverneur ne prenait pas assez au sérieux le problème du terrorisme blanc ; Alcorn s'était en effet opposé à une action fédérale pour supprimer le Ku Klux Klan, affirmant que les autorités de l'État suffisaient pour cette tâche. En 1873, leurs rapports étaient devenus une profonde animosité. Les deux hommes ont cherché à devenir gouverneur. Ames avait le soutien des Républicains radicaux et de la plupart des afro-américains, tandis qu'Alcorn avait celui des blancs conservateurs et de la plupart des scalawags. Ames a remporté l'élection par 69 870 voix contre 50 490. Alcorn s'est retiré de la politique locale, réapparaissant pour dénoncer le nouveau gouverneur comme incapable et ennemi des habitants du Mississippi. Cette caricature était aussi fausse que les affirmations d'Ames, qui le considérait comme menteur et peut-être corrompu. Lorsqu'un deuxième noir a été élu sénateur en 1874, Alcorn a refusé de suivre la coutume d'introduire son nouveau collègue au Sénat. En 1875, alors que la Reconstruction s'essoufflait face à une campagne de violences organisée par les Démocrates, Alcorn n'est intervenu que pour mener une force blanche contre les Républicains noirs à Friars Point. Au moins cinq noirs ont été tués.
Après son retrait de la politique, il a été actif dans la question des digues et a été un des délégués à la convention constitutionnelle du Mississippi de 1890, où il soutenu la clause de privation des droits civiques des noirs que les Démocrates de l'État avaient introduite dans la nouvelle constitution.
Il a été deux fois marié : en 1839 avec Mary C. Stewart, du Kentucky, qui est morte en 1849, puis en 1850 avec Amelia Walton Glover, née dans la plantation de Rosemount (en) dans le sud de l'Alabama. Vers la fin de sa vie, il a pratiqué le droit à Friars Point et vécu tranquillement sur sa plantation d'Eagle's Nest, dans le Comté de Coahoma, jusqu'à sa mort et son inhumation dans son domaine en 1894.